# レ・ロマネスクTOBI
レ・ロマネスクTOBI（レ・ロマネスクトビー、3月1日 - ）は、日本のミュージシャン、俳優、クリエーター、振付師。
レ・ロマネスクのメインボーカル。カタカナで表記する場合は「トビー」とのばす。
広島県比婆郡（現：庄原市）出身。キューブ所属。

## 経歴
修道高等学校を経て、慶應義塾大学経済学部卒業。大学在学中は落語研究会所属。落研時代の高座名は八代目朝寝坊夜楽。大学卒業後サラリーマンをするが入社する会社が次々倒産。サラリーマンを辞めフランスへ渡る。理由は「一番興味のない国で人生をリセットするため」。それまでパスポートも持っておらず、初の海外旅行であった。当初の音楽活動でのステージ衣装は、頭に乗せた王冠とティアラはクイーンとプリンス、メイクはマイケル・ジャクソン、衣装はビートルズのサージェント・ペパーズ、黄色の巻き毛はマーク・ボランとタカラヅカへのリスペクトをそれぞれ表していた。
2000年10月フランスでポップユニット「レ・ロマネスク」を結成。
2006年、フランス語と落語に詳しいという理由から桂歌丸のパリ公演の字幕を担当。
2006年〜2011年、映画「男と女」の歌手ピエール・バルーにパフォーマンスを気に入られてバルー宅で一緒に暮らすことになる。
2008年春夏パリコレでのライブをきっかけに世界12カ国50都市以上でライブ。
2009年11月フランスの人気テレビ番組『La France a un incroyable talent』に出演した動画がYouTube再生回数世界第4位、フランス国内第1位を記録し「フランスで最も有名な日本人」と呼ばれるようになる。
2011年にはフジロックフェスティバル出演を機に日本へ活動の拠点を移し、NHK Eテレ「お伝と伝じろう」のメインキャストに抜擢される。
2012年、ワールドハピネス大前夜祭出演。（高橋幸宏、鈴木慶一、清水ミチコ、マキタスポーツらと競演）
2014年3月よりほぼ日刊イトイ新聞でちょっと考えられない、笑ってしまうような「ひどい目」エピソードをインタビュー形式でほぼ日刊イトイ新聞編集者 奥野武範との不定期連載として開始。
2017年2月より「いしかわ観光特使」に任命される。
2017年12月には高泉淳子が主演する舞台『移動レストラン ア・ラ・カルト』に服部自由蔵役として出演。
2018年9月より芸能事務所キューブ所属となる。
2018年9月30日ほぼ日刊イトイ新聞での連載をまとめた書籍『レ・ロマネスク TOBIのひどい目。』が初版発行され、発売2カ月で重版となる。
2018年12月には高泉淳子が主演する舞台『移動レストラン ア・ラ・カルト』に鶴岡正義役として出演
2019年1月にはテレビ朝日系列『激レアさんを連れてきた。』にTOBIがイシトビさんとして出演。
2019年より立川志ら乃に落語の稽古をつけてもらうようになり、同年9月立川志ら乃が主催する落語会に土屋礼央と出演する。「ティアラこうとうでやる会」として定期的に開催されるようになる。
2019年9月にはテレビ東京系列ドラマパラビ『びしょ濡れ探偵 水野羽衣』第11話 - 鷺沼役として出演する。
2019年11月6日〜2020年1月13日、IHIステージアラウンド東京にて上演のブロードウェイミュージカル『ウエスト・サイド・ストーリー』［日本キャスト版］Season1にグラッドハンド役として出演。アフタートークショー「レ・ロマネスクTOBI の部屋」のMCも務める。
2019年12月には高泉淳子が主演する舞台『僕のフレンチ』に出演。
2020年5月3日より『BAR諸行無常』というタイトルでTOBIがバーテンダーに扮してトークする音声コンテンツをNote より配信。（翌週より土曜日更新）
2020年9月6日より『仮面ライダーセイバー』で謎のストーリーテラー・タッセル役でレギュラー出演。
2020年10月3日より公開の石井裕也監督作品の映画『生きちゃった』にレ・ロマネスク本人役として出演。
2020年11月には『仮面ライダーセイバー』でTOBIが演じるキャラクターが話題となり、役名「タッセル」が3週連続Twitterのトレンドワードランキングに入りし、yahooの急上昇ワードランキングでは1位となる。
2020年12月18日より公開の映画『劇場短編 仮面ライダーセイバー 不死鳥の剣士と破滅の本』 にタッセル 役として出演。
2021年3月1日に初めての小説作品『七面鳥 山、父、子、山』をリトルモアから出版。
2021年5月6日に第11回広島本大賞に『七面鳥 山、父、子、山』がノミネートされる。
2023年4月9日からNHKラジオ第1・NHK WORLD-JAPAN『ちきゅうラジオ』日曜MCに就任。
2023年8月26日よりミュージカル『浜村渚の計算ノート」にモンキィ・ホール役で出演。
。
2024年2月19日よりNHK連続テレビ小説『ブギウギ』に出演。

## 出演

### テレビ
音楽番組/バラエティー
全国
レギュラー
2013年〜現在
- NHK Eテレ『お伝と伝じろう』-伝じろう役☆

単発
2011年
- テレビ朝日系列『モーニングバード!』総集編☆
- フジテレビ系列『その顔が見てみたい』☆
- 日本テレビ系列『世界まる見え!テレビ特捜部』☆
- TBS系列『知っとこ!』☆
- テレビ朝日系列『モーニングバード!』☆
- TBS系列『ひるおび!』☆

2014年
- NHK総合『ワンセグ☆ふぁんみ』☆

2015年
- フジテレビ系列『みんなのニュース』☆
- TBS系列（CBCテレビ）『ゴゴスマ』☆

2016年
- TBS系列『白熱ライブ ビビット』☆
- NHK総合『MJ』NEW GENERATION特集☆

2017年
- NHK Eテレ『テストの花道 ニューベンゼミ』中学数学公式ダンス☆
- NHK Eテレ『シャキーン!』ゲスト☆

2018年
- テレビ朝日『陸海空 地球征服するなんて』☆
- NHK Eテレ『シャキーン!』ピンク頂上決戦 阿佐ヶ谷姉妹と共演☆
- NHK Eテレ『シャキーン!』シャキーン!ミュージック「桃」にて林家ぺー林家パー子氏と共演☆

2019年
- テレビ朝日系列 -『激レアさんを連れてきた。』(2019年1月7日 客員研究員：柳楽優弥、渡辺直美)

2021年
- NHK Eテレ『まるごと見せます！世界の教育コンテンツ ～日本賞2020～』（2021年1月1日）[23]
- NHK Eテレ『ごちそんぐDJ』（2021年2月6日）[24]

2022年
- テレビ東京（テレビ大阪）『わたしのヒュッゲ』[注釈 4]

2023年
- NHK Eテレ『ビットワールド』（2023年6月9日 番組内コーナー『ゴースタグラマーナーナ』ゲストキャラクター）

☆はレ・ロマネスクとして出演
ローカル
2015年
- 広島ホームテレビ『H♪LINE』
- テレビ金沢『となりのテレ金ちゃん』

2016年
- 沖縄テレビ『ひーぷー☆ホップ』

2017年
- 広島ホームテレビ『ココ！ブランニュー』
- RBC琉球放送『沖縄BON!!』

2018年
- 琉球朝日放送『十時茶まで待てない!』
- 琉球朝日放送『旬感!Qアプリ』
- RBC琉球放送『夜ふかしマングローブ』

2019年
- RBC琉球放送『Aランチ』
- 琉球朝日放送『#ハピイレ』

2020年
- RBC琉球放送『Aランチ』

2021年
- 広島ホームテレビ『みみよりライブ 5up!』(3/18)
- 琉球朝日放送『十時茶まで待てない!』[25]

2022年
- 中国放送 『イマナマ!』(7/29)

☆はレ・ロマネスクとして出演

### ドラマ / 映画

#### レギュラー
2020年〜2021年
- テレビ朝日『仮面ライダーセイバー』 - タッセル 役[15]

#### 準レギュラー
2022年
- MBS/TBS-Netflix・dTV-『闇金ウシジマくん外伝 闇金サイハラさん』- 罰ゲーム会場の店主 役[26]

単発
2011年
- 映画『その後のふたり-Paris Tokyo Paysage』辻仁成監督 - 主人公の上司・三井 役

2012年
- フランス映画『銃士戦隊フランスファイブ』アレックスピロー監督 - カマキリ妖怪アゴニー 役

2019年
- テレビ東京 - ドラマパラビ『びしょ濡れ探偵 水野羽衣』第11話 - 鷺沼雄一 役[27]
- モーリーファンタジー-You Tube ララちゃんTV -『ララちゃんとレレさん』シリーズ - レレさん 役☆
- ベネッセこどもちゃれんじ『ほっぷ』レギュラー - もじもじいさん 役

2020年
- 映画『生きちゃった』石井裕也監督 - レ・ロマネスク役☆[16]
- TELASA『仮面ライダーセイバー スピンオフ 剣士列伝』- タッセル 役
- 映画『劇場短編 仮面ライダーセイバー 不死鳥の剣士と破滅の本』- タッセル 役[17]

2021年
- 東映特撮ファンクラブ『仮面ライダーセイバー×ゴースト』- タッセル 役
- 東映特撮ファンクラブ『仮面ライダースペクター×ブレイズ』- タッセル 役
- 映画『ムーンライト・シャドウ』- 教授 役

2022年
- テレビ朝日『特捜9 season5』第3話 - 三田村竜二 役(4/20)

2024年
- NHK連続テレビ小説『ブギウギ』第21週（2/19〜2/23）「あなたが笑えば、私も笑う」- 映画監督（辺田飛男）役として出演[28]

- 読売テレビ『はれのひシンデレラ』- フランス語通訳役（2/24）
- 映画『ルート29』-修学旅行の引率の先生役

☆はレ・ロマネスクとして出演

### 舞台
2017年
- 遊機械オフィス『移動レストラン ア・ラ・カルト』（主演：高泉淳子 - 2017年12月 横浜モーションブルー、近鉄アート館）- 服部自由蔵 役

2018年
- 遊機械オフィス『移動レストラン ア・ラ・カルト』（主演：高泉淳子 - 2018年12月 東京芸術劇場）- 鶴岡正義 役

2019年
- ブロードウェイミュージカル『ウエスト・サイド・ストーリー』［日本キャスト版］Season1（主演：宮野真守,蒼井翔太 2019年11月6日 - 2020年1月13日、IHIステージアラウンド東京）- グラッドハンド 役（ほか二役）
- 遊機械オフィス『僕のレストラン』（主演：高泉淳子 - 2019年12月12日、19日 eplus LIVING ROOM CAFE＆DINING）- 父親 役

2020年
- 遊機械オフィス『移動レストラン「ア・ラ・カルト」 ～だったのですが、こんな状況なので今年は「僕のフレンチ」を配信させていただきます！ by 高橋～』（主演：高泉淳子 - 2020年12月21日）- 田淵 役

2021年
- 遊機械オフィス『ア・ラ・カルト Special「僕のフレンチ」− まだまだ油断できない状況。なのでどう転んでもリスクの少ないこの僕が、今年もお店をやらせて頂きます。by 高橋-』（主演：高泉淳子 - 2021年12月26日eplus LIVING ROOM CAFE＆DINING ）- 田所役

2022年
- 遊機械オフィス『ア・ラ・カルト公認レストラン「僕のフレンチ」〜レストランは人なり〜』（主演：高泉淳子 - 2022年12月22日、25日eplus LIVING ROOM CAFE＆DINING ）- 田所役

2023年
- ブルー&スカイ作・演出の『重要物語』に主人公の上司の沢谷役で出演[29]

- ミュージカル『浜村渚の計算ノート』にテロリスト集団「黒い三角定規」のモンキィ・ホール役で出演[21][22]

### CM
- DeNA『三国志ロワイヤル』テレビCM ナレーション
- エステー『Air Wash』テレビCM 出演・ナレーション
- キスケ株式会社テレビCM 出演 サウンドロゴ作成☆
- いしかわ観光特使 観光PR楽曲『石川Jimmy』制作（2018年）☆
- 株式会社ビタブリッドジャパンターミナリアファースト プロフェッショナルテレビCM ナレーション(2022年）
- ジャパネットたかたテレビCM 出演（2022年）

☆はレ・ロマネスクとして出演

### ラジオ
レギュラー番組
- RBCiラジオ『レ・ロマネスクTOBIのめんそ～レレレ！』（2021年4月4日より毎週日曜日20:00〜。2020年3月31日より毎週火曜日21：30〜。2017年4月4日より毎週火曜23：00～→2022年9月25日終了）
- NHKラジオ第1・NHK WORLD-JAPAN『ちきゅうラジオ』日曜MC（「トビー博士の地球の音」コーナー担当で出演-2021年3月14日（日）よりスタート。同年4月10日（土）からは毎月第2・第3土曜日17:30〜放送→2022年12月よりコーナー名変更「TOBIと麻美子の地球ありがオト！」→2023年4月より日曜MCに就任））[30][31]

単発
2014年
- Kiss FM KOBE『TOOTH TOOTH SOLEIL』ゲスト（1/4、10/25）
- Kiss FM KOBE『Kiss Music Presenter』ゲスト（10/30）

2015年
- エフエム石川『Ciao!』(1/12)
- NHKラジオ第1『すっぴん!』ゲスト（MC 川島明）(3/12) ☆
- Kiss FM KOBE『TOOTH TOOTH SOLEIL』ゲスト (5/2)
- ニッポン放送『ミュ〜コミプラス』ゲスト (6/23)
- 文化放送『スタートゲート』ゲスト (6/23)
- J-WAVE『GOLD RUSH』ゲスト (6/5)
- J-WAVE『HELLO WORLD』ゲスト (7/10)

2016年
- ニッポン放送『ミュ〜コミプラス』ゲスト (5/9)
- RBCiラジオ『MUSIC SHOWER Plus+』(3/11)
- ラジオ沖縄『チャットステーション』(3/11)

2017年
- ニッポン放送『元日! サキドリゲッターズ!』ゲスト (1/1)
- 文化放送『スタートゲート』ゲスト (1/9)
- ニッポン放送『土屋礼央 レオなるど』ゲスト (1/11)
- RBCiラジオ『スポーツフォーカル』(3/23)
- ニッポン放送『土屋礼央 レオなるど』お出かけ放送リポーター (3/30)
- RBCiラジオ『団塊花盛り』ゲスト（5/9）
- 北陸放送『Twin Wave 940』（5/22）
- RBCiラジオ『団塊花盛り』（7/14）
- エフエム京都『KYOTO AIR LOUNGE』ゲスト（10/17）
- ニッポン放送『土屋礼央 レオなるど』ゲスト (10/24)
- ニッポン放送『土屋礼央 レオなるど』ゲスト (11/8)
- Kiss FM KOBE『TOOTH TOOTH SOLEIL』(11/11)

2018年
- RBCiラジオ『団塊花盛り』(1/18)
- RBCiラジオ『夜はクモジでしゃべってます』ゲスト (1/17)
- RBCiラジオ『モアイランドしようぜっ！』ゲスト (1/18)
- J-WAVE『TRUME TIME AND TIDE』ゲスト（2/17)
- エフエム沖縄『SH＠RE TIME』ゲスト (2/22)
- ラジオ沖縄『アイモコの音楽農園』ゲスト (2/24)
- エフエム沖縄『Fine!』『ゴールデンアワー』ゲスト（3/21）
- エフエム京都『α-DAYLIGHT CALL』(7/15)
- ニッポン放送『政井マヤ 世界ぐるっとカフェトーク』（9月マンスリーゲスト）
- MROラジオ『おいね★どいね』(10/25)
- ニッポン放送『あなたとハッピー!』ゲスト (11/12〜16）

2019年
- NHKラジオ第1『すっぴん!』（MC 能町みね子）ゲスト (7/3)
- ニッポン放送『土屋礼央 レオなるど』ゲスト (2/13)
- ニッポン放送『ミュ〜コミプラス』ゲスト (7/9)
- 文化放送『らくごのデンパ』ゲスト (12/12, 19)
- MBSラジオ『松井愛のすこ〜し愛して♥』(7/15)（9/2桂南光の代理）

2020年
- ニッポン放送『ミュ〜コミプラス』(12/10)[32]

2021年
- ポッドキャスト『MOTION GALLERY CROSSING』（1/6、1/13、1/20、1/27配信）[33][34][35][36]
- ニッポン放送『ミュ〜コミプラス』(2/24)[37]
- 文化放送『日野ミッドナイトグラフィティ 走れ!歌謡曲』(2/27)[38]
- 文化放送『くにまるジャパン 極』(3/8)[39]
- MBSラジオ『松井愛のすこ〜し愛して♥』（3/16）
- ABCラジオ『横山太一のピカイチ☆ブランチ!!』（3/19）[40]
- エフエム京都『CHUMMY TRAIN』(3/19)[41]
- ニッポン放送『高田文夫のラジオビバリー昼ズ』(4/6)[42]
- JFN系列『ON THE PLANET』(4/13)[43]
- エフエム東京『松任谷正隆の…ちょっと変なこと聞いてもいいですか？』（5/21、5/28）[44]
- エフエムラジオ新潟『Life is Wonderland』(6/11)
- RBCiラジオ/エフエム世田谷/ラジオ福島『普天間かおりのぬちぐすいやっさー』（RBCiラジオ 6/20、6/27）（ラジオ福島 6/20、6/27）（エフエム世田谷 6/21、6/28）
- NHKラジオ第1『ラジオ深夜便』(7/19)
- MBSラジオ 『ありがとう浜村淳です』 (8/24)

2022年
- MBSラジオ『松井愛のすこ〜し愛して♥』（7/5）
- エフエム富士WEST-SIDE TOKYO(7/19)
- 文化放送『鷲崎健のヒマからぼたもち』(7/17）
- NHKラジオ第1『ごごカフェ祝日ＳＰ』(8/18)
- 新潟放送、山口放送、静岡放送、長崎放送、山梨放送、 熊本放送 『新・流行音楽堂』(7/24（日）-7/29（金）、7/31（日）-8/5（金）)
- MROラジオ『おいね★どいね』（8/10）
- RBCiラジオ『MUSIC SHOWER Plus+』（8/22）
- エフエム沖縄『Connect』（8/26）
- ニッポン放送『高田文夫のラジオビバリー昼ズ』（9/10）[45]
- エフエム山口『FMYDayColors』(11/10)
- 青森放送RABラジオ『十日市秀悦のサタデー横丁』(11/25)

2023年
- エフエム世田谷『劇ナビ』(1/18)
- MBSラジオ『森たけしのスカタンラジオ』（7／25、8／29、11／7）
- TBSラジオ『こねくと』（9/7)[46]

2024年
- RBCiラジオ　『沖野綾亜のチルドキ!! 』（4/28）
- エフエム石川『Flyin' Pop』（7/19)
- MROラジオ『おいね★どいね』（7/19）
- 広島エフエム放送『Satoruman50 ～半世紀少年ミュージックショー』（8/2)
- RBCiラジオ『MUSIC SHOWER Plus+』（11/22）

2025年
- MBSラジオ『森たけしのスカタンラジオ』（6/24）
- MBSラジオ『ヤマヒロのぴかッとモーニング』（6/24）

☆はレ・ロマネスクとして出演

### アニメ
2021年
- 東映特撮ファンクラブ『別冊 仮面ライダーセイバー 短編活動萬画集』第5集 - タッセル 役

### 玩具
- 仮面ライダーセイバー DXタッセルダークワンダーライドブック（2023年10月） - タッセル 役
- 仮面ライダーセイバー DX究極大聖剣 無銘剣虚無（2024年9月） - タッセル 役

## 著書
- 『レ・ロマネスク TOBIのひどい目。』青幻舎（2018年）(ISBN 978-4861526947)
- 『七面鳥 山、父、子、山』リトルモア（2021年）(ISBN 978-4898155370)

## 連載
- 『レ・ロマネスクTOBIのジュ・ヌ・パルル・パ・フランセ』（ふらんす<白水社>2019年4月号-2020年3月号）

## 新聞掲載
- 東京新聞(中日新聞）朝刊 2021年3月21日（日）掲載[47]
- 朝日新聞大阪版夕刊2021年4月3日（土）掲載[48]
- 神奈川新聞2021年4月7日（水）掲載[49]
- 読売新聞関西版夕刊2021年4月8日（木）掲載
- 中国新聞2021年4月10日（日）掲載[50]
- 朝日新聞 朝刊 2021年6月8日（火）掲載[51]
- 朝日新聞 週末別冊版Be 2022年5月28日（土）掲載[52]
- 日刊ゲンダイ 2022年7月19日（火）掲載[53]

## 楽曲提供・振付
2014年
- Shing02監督 ショートムービー『Bustin'』エンドロール振付

2015年
- NHK Eテレ『で〜きた!』テーマ曲「デキナイヲデキルマンの歌」作詞作曲振付（出演：加藤諒）[54]
- NHK Eテレ『エイエイGO!』振付「発音ディスコ」「発音ダンス」コーナー（出演：陣内智則、志尊淳、小林きなこ）

2016年
- ほぼ日「ホワイトボードカレンダー」テーマ曲「君に寄り添う7DAYS」楽曲提供

2017年
- TBSテレビ『CatChat』アニメーション振付
- 演歌歌手飛鳥とも美（ビクター）に『津の女』提供

2018年
- NHK Eテレ『メディアタイムズ』楽曲提供・振付[55]

2019年
- 金井成大『君がちょっと好き』[56][57]

2021年
- NHK Eテレ『おかあさんといっしょ』2021年10月の歌『なんなん、とかとか、なーるなる』楽曲提供・振付
- TOKYO MX アニメ湖池屋SDGs劇場『サスとテナ』テーマソング『まだまにあう！』振付[注釈 5][58]
- 加藤諒『SHOKU☆HIN☆SAMPLE』（作曲）

## イベント
- トークショー&サイン会「TOO MUCH トークショー！」＠梅田ロフト（2016年10月18日）
- トークショー&サイン会「TOO MUCH トークショー！」＠渋谷ロフト（2016年10月21日）
- レ・ロマネスクTOBI×宮城麻里子『TOBIのひどい目』刊行記念トークショー＠ジュンク堂書店那覇店（2018年9月21日）
- トークショー「レ・ロマネスク TOBIのひどい目。展」＠ほぼ日 TOBICHI②（展示2018年9月28日〜9月30日）（トークショー9月28日、29日）[59]
- イベント&トークショー「レ・ロマネスクTOBIのひどい目。展」＠渋谷ロフト（展示2018年10月4日～10月14日）[60]
  - トークショー第一部10月8日レ・ロマネスクTOBI×吉田尚記（ニッポン放送）思い出トークショー
  - トークショー第二部10月13日レ・ロマネスクTOBI×奥野武範ほぼ日×新庄清二 青幻舎 制作秘話トークショー
- イベント&トークショー「レ・ロマネスクTOBIのひどい目。展」＠梅田ロフト（展示2018年11月17日～11月30日）（トークショー11月25日 ゲストMC U.K.（楠雄二朗））
- レ・ロマネスクTOBI×田中泰延「セラヴィー・トークショー」＠スタンダードブックストア心斎橋（2018年11月26日）[61]
- レ・ロマネスク TOBI×石井裕也「あんな目こんな目どんな目」＠下北沢 本屋B＆B（2018年12月29日）[62]
- レ・ロマネスクTOBI×星野概念「レ・ロマネスクの桃の節句」＠下北沢 本屋B＆B（2019年3月2日）[63]
- トークショー『3月生まれとコンプレックス〜スキマに居場所を見つける』(2019年3月26日 新宿ロフトプラスワン、能町みね子、つぶやきシロー)
- レ・ロマネスクTOBI×草野翔吾 レ・ロマネスクPOP UP SHOP スペシャルトークショー＠渋谷ロフト（2019年7月30日）
- 落語会「ティアラこうとうでヤル会」（2019年9月10日 立川志ら乃、土屋礼央）- 古典落語『たらちね』を披露
- 日本スタンダップコメディ協会×下北沢本多劇場グループ共同プロジェクト『年忘れ！スタンダップコメディ・ネクスト Fes.』
- 落語会「ティアラこうとうでヤル会2」（2020年3月4日 立川志ら乃、山口勝平）- 古典落語『子ほめ』を披露

2020年
- 岩下の新生姜ミュージアム開館5周年記念スペシャル・イベント ［第1部］レ・ロマネスクTOBIと岩下社長のスペシャル・トークショー(2020年6月20日配信）@岩下の新生姜ミュージアム[64]

2021年
- レ・ロマネスクTOBI in スタンダードブックストア ふたたび！(2021年3月17日)＠スタンダードブックストア(大阪府）、中川和彦[65]
- 【レ・ロマネスク結成２０周年記念@シアタードーナツ・オキナワ『日⇄仏　NIPPON HOTOKE FRANCE』フィルムコンサート。】TOBI本人登壇によるトークライブあり！(2021年4月10日）
- くぼっちの部屋 「自分軸」で生きるVol.5 ゲスト：レ・ロマネスク TOBI（俳優、ミュージシャン）（2021年05月18日配信)[66]
- ベネッセこどもちゃれんじ【ライブ】しまじろうと夏のおうち時間を楽しもう（年少さん〜年長さん向け）（2021年8月1日配信)
- 仮面ライダーセイバーファイナルステージ&番組キャストトークショー（10月17日（日）2公演目）@中野サンプラザホールおよび配信[67]

2022年
- ベネッセこどもちゃれんじ しまじろう&もじもじいさん よみかきイベント（2022年2月5日配信)